# Якуб Калузіньський
Якуб Калузіньський (пол. Jakub Kałuziński, нар. 31 жовтня 2002, Гданськ, Польща) — польський футболіст, півзахисник турецького «Антальяспора» та молодіжної збірної Польщі.

## Ігрова кар'єра

### Клубна
Якуб Калузіньський народився у місті Гданськ і є вихованцем місцевого клубу «Лехія». У 2020 році футболіст був долучений до першої команди. Першу гру в основі Калузіньський провів 21 червня 2020 року у матчі чемпіонату Польщі проти «Погоні». А в серпні того року у матчі Кубка Польщі півзахисник відмітився першим забитим голом.
У 2023 році Калузіньський перейшов до складу турецького клуба «Антальяспор».

### Збірна
У червні 2022 року у матчі проти команди команди Сан-Марино Якуб Калузіньський дебютував у складі молодіжної збірної Польщі.